# التعليم في البوسنة والهرسك

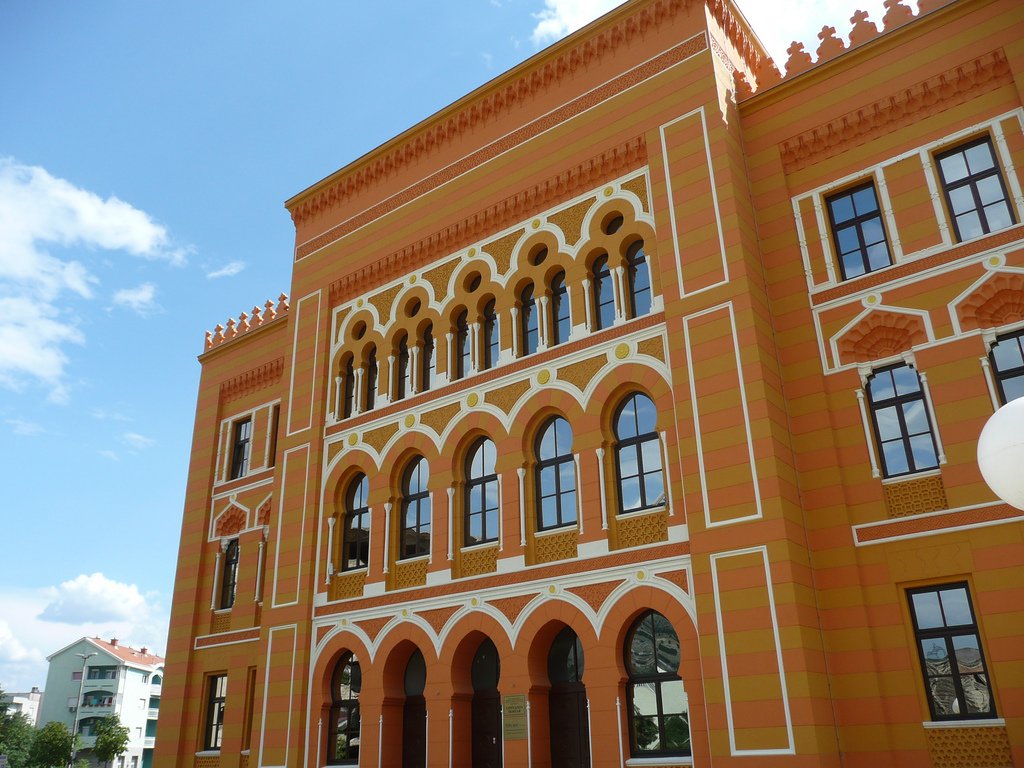
جيمنازيا (مدرسة ثانوية) موستار، كانت واحدة من أرقى المدارس الثانوية في يوغوسلافيا سابقا.

التعليم في البوسنة والهرسك له تاريخ طويل، أول مؤسسة تعليم عالي تذكرها المؤرخات تعود لسنة 1531 وأسسها الفيلسوف الصوفي غازي خسرو بك. في ذلك الوقت كانت توجد العديد من المدارس الدينية.
في عام 1887 وإبان سيطرة الإمبراطورية النمساوية-المجرية تم تأسيس مدرسة قانون (شريعة) تقدم برنامجا يدوم لمدة خمسة سنوات.
خلال أربعينيات القرن العشرين تأسست جامعة سراييفو لتصبح بذلك أول مؤسسة تعليم عالي حديثة في البلاد، واستمر عدد مؤسسات التعليم العالي في الارتفاع خلال الخمسينيات مع فتح العديد من التخصصات الجديدة. دمرت العديد من الجامعات خلال حرب البوسنة، لكن سرعان ما تم إعادة بناءها عقب نهاية الحرب، وتحصي البلاد اليوم أكثر من 40 جامعة.
من أبرز الجامعات في البلاد: جامعة موستار، جامعة توزلا، الجامعة الأمريكية في البوسنة والهرسك، وأكاديمية البوسنة والهرسك للعلوم والفنون، وتعد هذه الأخيرة واحدة من أرقى أكاديميات الفنون في كل المنطقة.
جاءت البوسنة والهرسك في المركز 77 في مؤشر الابتكار العالمي عام 2023، وتراجعت للمركز 80 في مؤشر عام 2024.

يتكون التعليم من ثلاث أطوار: إبتدائي، وثانوي، وعالي.

## التعليم الابتدائي
التعليم الابتدائي مجاني وإجباري للأطفال ما بين السادسة والخامسة عشر ويدوم لمدة تسعة سنوات مقسمة إلى ثلاث مراحل: المرحلة الأولى (ما بين سن 6 و9)، المرحلة الثانية (ما بين سن 9 و12)، المرحلة الثالثة (ما بين 12 و15).
النظام الحالي اعتمد سنة 2004 استبدالا للنظام القديم، أين كان التعليم الابتدائي يدوم لمدة ثمان سنوات ومقسم لأربع مراحل.

## التعليم الثانوي
التعليم الثانوي مجانيا أيضا، ويجري سواء في المدارس الثانوية العامة أو التقنية. يدوم التعليم الثانوي لمدة أربعة سنوات وقد كانت ثلاث سنوات سابقا، وبذلك فإن أغلب التلاميذ ينهون دراستهم الثانوية في سن التاسعة عشر أو العشرون.
التلاميذ المتخرجون من المدارس الثانوية العامة أو (الجيمنازيا) يتحصلون على شهادة الماتورا، لكن لا يسمح لهم بدخول الجامعة إلا بعد إجراء امتحانات القبول التي تنظم من طرف مؤسسة التعليم العالي التي ينوي التلميذ الإلتحاق بها. أما التلاميذ الذين يزاولون دراستهم في المدارس الثانوية التقنية فيحصلون على شهادة تسمى بالديبلوما الوطنية.

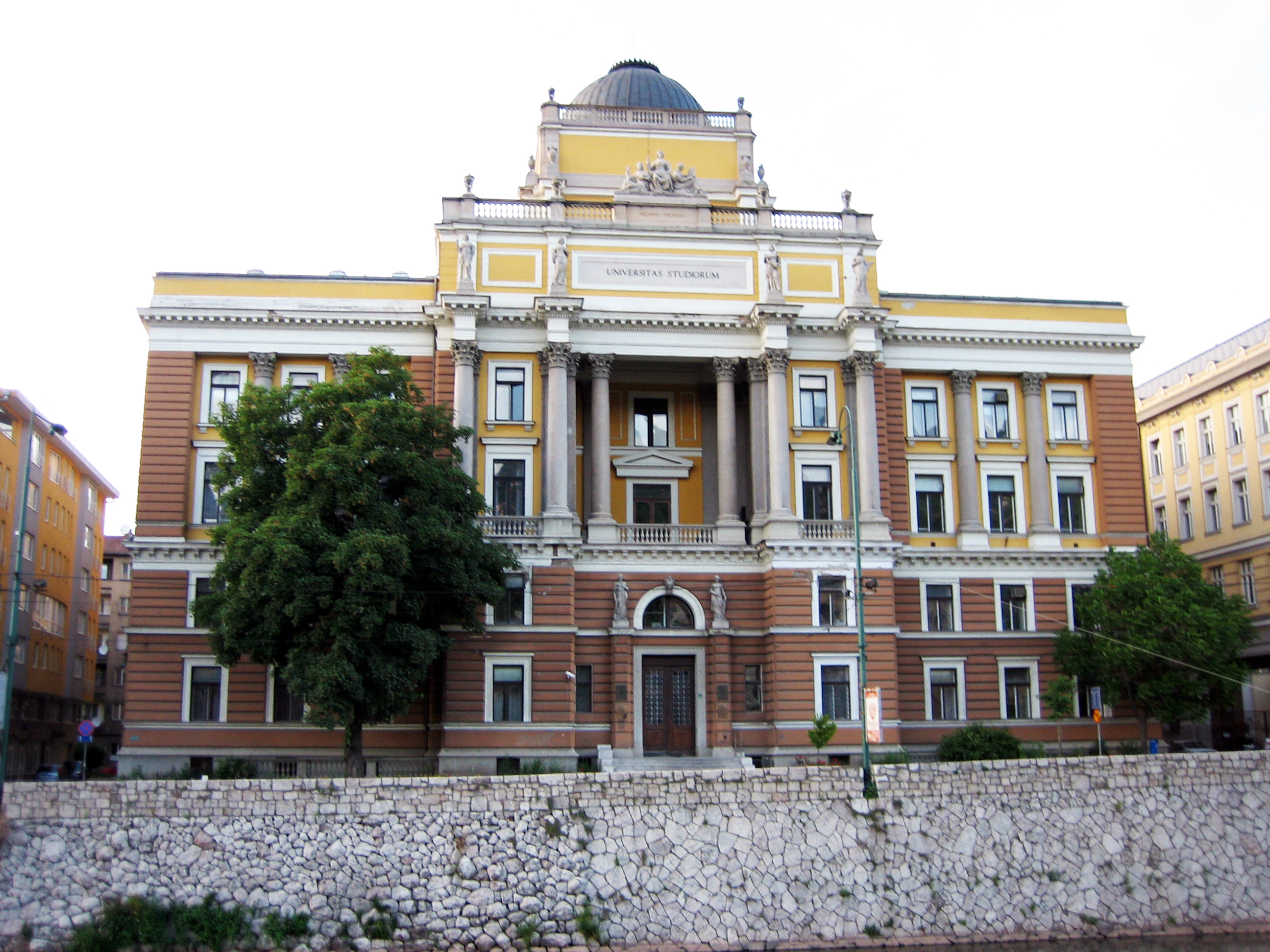
جامعة سراييفو.

## التعليم العالي
يوجد في البلاد حوالي 90 كلية و22 جامعة خاصة. قانون 2007 قضى بالمساواة بين الجامعات العامة والخاصة.
طبقا للقانون الجديد يتكون التعليم العالي من ثلاث مراحل:
- مرحلة دراسات ما قبل التخرج، التي تدوم بين ثلاث وأربع سنوات ويحصل الطالب على شهادة بكالوريوس في الفنون أو العلوم.
- مرحلة دراسات ما بعد التخرج، تدوم لمدة عامين ويحصل الطالب على شهادة ماجستير في الفنون أو العلوم. إلا أنه في بعض التخصصات يتحصل الطالب على لقب «متخصص» أو «خبير» في تخصص ما مثل ما هو الحال مع الطب.[6]
- مرحلة دراسات عليا شهادة دكتوراه، تدوم عادةً لمدة ثلاث سنوات ويتحصل الطالب على الدكتوراه في العلوم أو الفنون.

## روابط خارجية
- موقع جامعة زينتشا.
- موقع جامعة موستار.